# Chalé
Chalé là một đô thị thuộc bang Minas Gerais, Brasil. Đô thị này có diện tích 212,513 km², dân số năm 2007 là 5465 người, mật độ 27,1 người/km².